# Chris Collins
Chris Collins (ur. 10 sierpnia 1967) - wokalista i gitarzysta, znany głównie w świecie heavy metalu jako były głos zespołu, który później przyjął nazwę Dream Theater.
Collins został przyjęty do zespołu po tym, jak pozostali członkowie wysłuchali kasety demo, na której śpiewał w zespole grającym utwory zespołu Queensrÿche. Muzycy byli zachwyceni jego umiejętnością śpiewania bardzo wysokich dźwięków. Gitarzysta John Petrucci stwierdził kiedyś, że Collins był ich kumplem z Long Island z Nowego Jorku. Po przyłączeniu się do Dream Theater, który wtedy nadal nosił nazwę Majesty, Collins nagrał z zespołem sześć utworów. Zestaw ten nosił nazwę "Dema Majesty" - były one rozpowszechniane głównie przez członków zespołu w formie kaset rozdawanych podczas koncertów.
Collins został wyrzucony z Majesty, ponieważ pozostali członkowie chcieli podążyć w nowym kierunku i uważali, że jego głos nie będzie pasował do muzyki, którą chcieli w przyszłości tworzyć. Największy wkład Collins miał w utwory, takie jak "Afterlife" i "Cry for Freedom", do których napisał słowa, jednak żadna z tych piosenek nie została nagrana z jego tekstem, a kolejny wokalista Dream Theater, Charlie Dominici napisał od nowa słowa do "Afterlife".
Obecnie Collins występuje w zespole Winterspell, który gra muzykę w stylu Mercyful fate i Six Feet Under. Collins jest wokalistą, gitarzystą i głównym twórcą tekstów zespołu. Winterspell pracuje obecnie nad swoim debiutanckim albumem.